# 청주 백족사 석조여래좌상
청주 백족사 석조여래좌상(淸原 白足寺 石造如來坐像)은 충청북도 청주시 상당구 백족산에 있는 백족사의 대웅전에 봉안된 석조여래좌상이다. 2007년 8월 3일 충청북도의 문화재자료로 지정되었다.

## 특징
백족사 대웅전의 주존불로 높이 86cm, 좌대높이 94cm, 머리높이 29cm, 무릎넓이 69cm의 크기를 가지고 있다. 전면에 백회가 칠해져 있었으나 2007년 백회가 제거되고 불단의 일부가 개조되었다. 광배가 없는 불상으로 오른쪽 어깨를 드러낸 법의를 입고 있으며 항마촉지인의 수인을 취하고 있다.
과거 절단된 목을 시멘트로 붙이는 보수작업을 진행하면서 목 부분이 두꺼워졌고 눈과 입, 귀도 다듬어져 처음 만들어졌을 당시와는 달라진 모습을 가지고 있다. 나발(부처의 머리)의 형태는 곱슬머리이며 목에는 삼도(三道)가 있었을 것으로 보이나 시멘트로 보수하면서 보이지 않고 아래로 갈수록 폭이 넓어진다. 법의는 오른쪽 어깨를 드러낸 형태로 입었으며 옷이 오른쪽 팔과 무릎 전체를 덮고 있다.
대좌는 하대석·중대석·상대석으로 이루어져 있으며 돌의 재질은 불상 제작에 사용된 돌의 재질과 다르고 넓은 판석을 지대석으로 삼았으나 둘이 같은 것은 아니다. 하대석과 상대석은 각각 복련화문(伏蓮花紋)과 앙련화문(仰蓮花紋)이 상하 대칭적으로 조각되었고 중대석은 팔각주형으로 문양은 없다.
원래 모습은 대체로 잘 보존되어 있으며 연화대좌도 원형을 유지하고 있어 백족사 이전 만들어진 고려의 절의 모습을 연구하는데 중요한 자료로 사용되고 있다.